# Zena (torrente)
Lo Zena è un torrente del medio Appennino bolognese che nasce nelle colline a nord del crinale situato fra Loiano e la sua frazione Quinzano.
Dà il nome alla Val di Zena.

## Etimologia
Il nome del torrente Zena sembra avere origini celtiche e starebbe a indicare proprio un percorso ove convergono le acque, il torrente. Lo stesso nome Zena sarebbe quello che in dialetto genovese sta a indicare la città di Genova, che secondo i linguisti deriverebbe da un termine celtico dal significato incerto che ha dato origine anche al nome della città di Ginevra. Considerati gli aspetti comuni alle due città, cioè la presenza di un avvallamento dove convergono le acque (il torrente Bisagno a Genova e il Rodano a Ginevra) oltre all'evidente nome Zena per il torrente del medio Appennino bolognese, il termine starebbe ad indicare degli avvallamenti ove confluisce l'acqua e dove quindi è presente un torrente o un fiume.

## Sorgenti
Esistono due sorgenti: quella del braccio occidentale è alle pendici del monte Bastia (792 m s.l.m.) e quella del braccio orientale è vicino a Quinzano. Quest'ultimo ramo, il principale per lunghezza e portata d'acqua, presso Quinzano, forma una bella cascata alta 30 m precipitando in una gola boscosa. 
I due bracci si congiungono a nord, verso Bologna, nella località Fornace di Zena (Pianoro). Il corso d'acqua s'immette poi nel torrente Idice dopo circa 40 km a San Lazzaro di Savena, in località Pizzocalvo. Il suo andamento è assai tortuoso, al punto che lo sviluppo del corso è una decina di chilometri più lungo di quello della valle.

## Regime idrico
Nel suo piccolo bacino idrografico, lo Zena riceve acqua da piccoli corsi, quali il rio di Gnazzano, rio Laurenzano (il principale), rio dei Cani, rio di Barbarolo, rio di Caldarano, rio di Bianchini ed il rio dei Vinchi. Il regime idraulico è tipico dei torrenti della fascia emiliana e le portate oscillano da massimi di 15 m³/s nelle piene ordinarie, a morbide dell'ordine di 2 m³/s in primavera, a portate medie annue di meno di 1 m³/s, ma, normalmente, per un paio di mesi in estate, resta completamente asciutto.
La zona (sia la valle, sia l'intero bacino), col suo aspetto bucolico che alterna dolci colline a prati e boschi e qualche calanco, valli e vallecole, casolari sparsi, affioramenti rocciosi e numerosi ruscelli, ha una natura quasi incontaminata, data la pressoché totale assenza d'attività produttive e la modestia degli insediamenti residenziali, ed è di notevolissimo interesse naturalistico e storico. Vi sono importantissimi ritrovamenti etruschi e celtici presso il sito archeologico di monte Bibele. Vi ha sede il Parco dei Gessi Bolognesi e Calanchi dell'Abbadessa ed è costeggiata dal Contrafforte pliocenico e dal Monte delle Formiche, mentre nella parte terminale, la valle di Zena taglia la Vena del Gesso. Circa 2 km a monte della confluenza nel torrente Idice, poco dopo l'ingresso nel territorio comunale di San Lazzaro di Savena, presso la sponda destra, è situata la celeberrima Grotta del Farneto, nella quale furono rinvenute importanti testimonianze della presenza umana risalente al periodo neolitico.